# نيت كينيون
نيت كينيون (بالإنجليزية: Nate Kenyon)‏ (13 أبريل 1971)؛ روائي أمريكي.